# 錶之智能
錶之智能（英語：Computer Patch，來港前稱），是一匹曾經在澳洲、香港和韓國出賽的已退役賽駒，來港後先後由約翰摩亞、告東尼和丁冠豪訓練。

## 簡介
2019年12月15日，「錶之智能」於香港首次出賽。
2019年12月21日，「錶之智能」打開其在港的勝利之門。
2020年7月16日，隨着練馬師約翰摩亞年屆七十，不獲香港賽馬會延續其練馬師牌照，「錶之智能」從約翰摩亞馬房轉投告東尼馬房。
2020年10月1日，莫雷拉策騎「錶之智能」勝出國際三級賽國慶盃。賽後，莫雷拉]說道：「我對上一次策騎『錶之智能』時，馬兒仍由約翰摩亞訓練，當時牠已給予我甚佳的觀感，所以今日牠在我胯下取勝，我並不感到意外。牠一直給我的感覺是匹有能力的馬，能揚威分級賽，只是遲早問題，可幸今日牠便能做到了，我亦感到相當高興。」然而，這是「錶之智能」在港競賽生涯的最後一場頭馬。
2022年1月31日，「錶之智能」從告東尼馬房轉投丁冠豪馬房。
2021年4月25日，蔡明紹策騎「錶之智能」出戰國際一級賽主席短途獎，僅負於「福逸」，取得第二名。
2022年4月24日，蔡明紹策騎「錶之智能」出戰國際一級賽主席短途獎，僅負於「福逸」，取得第二名，同年9月4日遠征韓國首爾，角逐國際三級賽韓國短途錦標，以第五名過終點。
2023年9月24日，「錶之智能」賽後被發現心律不正常，於同年12月26日在港最後一次出賽。
2024年1月1日，「錶之智能」被送往香港賽馬會從化馬場休養生息，於同年1月11日宣告退役，正式結束其競賽生涯。

## 在港勝出賽事全紀錄
| 比賽日期   | 賽事名稱                 | 賽事班次 | 賽道 | 賽事路程 | 比賽馬場 | 名次 | 完成時間 | 騎師   |
| ---------- | ------------------------ | -------- | ---- | -------- | -------- | ---- | -------- | ------ |
| 21/12/2019 | 皮亞士紀念挑戰盃（讓賽） | 第三班   | 草地 | 1200米   | 沙田馬場 | 1    | 1:09.39  | 潘頓   |
| 08/03/2020 | 分流讓賽                 | 第二班   | 草地 | 1000米   | 沙田馬場 | 1    | 0:55.11  | 蔡明紹 |
| 26/04/2020 | 精英大師讓賽             | 第二班   | 草地 | 1200米   | 沙田馬場 | 1    | 1:08.60  | 莫雷拉 |
| 01/10/2020 | 國慶盃（讓賽）           | G3       | 草地 | 1000米   | 沙田馬場 | 1    | 0:55.84  | 莫雷拉 |

## 在港一級賽出賽全紀錄
| 比賽日期   | 賽事名稱           | 賽事班次 | 賽道 | 賽事路程 | 比賽馬場 | 名次 | 完成時間 | 騎師   |
| ---------- | ------------------ | -------- | ---- | -------- | -------- | ---- | -------- | ------ |
| 13/12/2020 | 浪琴表香港短途錦標 | G1       | 草地 | 1200米   | 沙田馬場 | 6    | 1:08.67  | 巴度   |
| 24/01/2021 | 百週年紀念短途盃   | G1       | 草地 | 1200米   | 沙田馬場 | 5    | 1:08.43  | 蔡明紹 |
| 25/04/2021 | 主席短途獎         | G1       | 草地 | 1200米   | 沙田馬場 | 2    | 1:08.87  | 蔡明紹 |
| 12/12/2021 | 浪琴表香港短途錦標 | G1       | 草地 | 1200米   | 沙田馬場 | 6    | 1:09.38  | 連達文 |
| 23/01/2022 | 百週年紀念短途盃   | G1       | 草地 | 1200米   | 沙田馬場 | 8    | 1:09.55  | 潘明輝 |
| 24/04/2022 | 主席短途獎         | G1       | 草地 | 1200米   | 沙田馬場 | 2    | 1:08.27  | 蔡明紹 |

## 在港以外大賽出賽全紀錄
| 比賽日期   | 賽事名稱     | 賽事班次 | 賽道 | 賽事路程 | 比賽馬場 | 名次 | 完成時間 | 騎師   |
| ---------- | ------------ | -------- | ---- | -------- | -------- | ---- | -------- | ------ |
| 04/09/2022 | 韓國短途錦標 | G3       | 沙地 | 1200米   | 首爾馬場 | 5    | 1:12.50  | 蔡明紹 |

## 外部連結
- . 2020-10-01  [2020-10-02].